# إيرل بانكر
إيرل بانكر (بالإنجليزية: Earle Bunker)‏ هو مصور وصحفي أمريكي، ولد في 1912، وتوفي في 1975.